# Neowenator
Neowenator (Neovenator) – rodzaj teropoda z rodziny Neovenatoridae żyjącego we wczesnej kredzie na obecnych terenach Europy. Został opisany w 1996 roku przez Stevena Hutta, Davida Martilla i Michaela Barkera w oparciu o niemal kompletny szkielet nieobejmujący kości kończyn przednich i tylnej części czaszki. Skamieniałości te pochodzą z datowanych na barrem osadów formacji Wessex na brytyjskiej wyspie Wight. Początkowo opisano go jako pierwszego europejskiego przedstawiciela rodziny allozaurów. Liczne cechy anatomiczne wskazują jednak, że Neovenator był bliżej spokrewniony z przedstawicielami karcharodontozaurów niż z allozaurem. Wiele analiz kladystycznych sugeruje, że jest najbardziej bazalnym znanym przedstawicielem Carcharodontosauridae. W 2010 roku Roger Benson, Matthew Carrano i Stephen Brusatte doszli do wniosku, że cechy uznawane wcześniej za autapomorfie neowenatora w rzeczywistości są wspólne dla większej grupy teropodów – taksonu siostrzanego karcharodontozaurów – której nadali nazwę Neovenatoridae. Według analizy kladystycznej przeprowadzonej przez autorów Neovenator jest najbardziej bazalnym przedstawicielem kladu Neovenatoridae.
Według niektórych autorów Neovenator osiągał rozmiary zbliżone do allozaura i prawdopodobnie również pod względem ekologii i sposobu polowania przypominał inne bazalne tetanury. Inni szacują jednak, że osiągał znacznie mniejsze rozmiary od allozaura – np. według Eddy’ego i Clarke 7,5 m przy długości czaszki 70 cm, podczas gdy allozaur, odpowiednio, 9,7 m i 100,8 cm. Z tych samych osadów, co noewenator, znane są także skamieniałości m.in. zauropodów i ornitopodów, takich jak hipsylofodon, waldozaur czy Dollodon, które mogły stanowić pożywienie dla neowenatora.
Etymologia nazwy rodzajowej: gr. νεος neos „nowy, nieoczekiwany, dziwny”; łac. venator, venatoris „łowca”, od venari „polować”.